# Джоді Мей
Джоді Таня Мей (англ. Jodhi May), при народженні Edwards (нар. 1 травня 1975 року) — британська акторка, режисерка та сценаристка.

## Біографія
Джоді Едвардс народилася і виросла в Лондоні, в районі Кемден-таун. У 1988 році у 13 років вона дебютувала у фільмі «Розділений світ», отримавши за свою першу роль приз Каннського кінофестивалю (спільно з Барбарою Херші і Ліндою Мвузі) і ставши однією з наймолодших акторок, що коли-небудь отримували подібну нагороду.
Попри нетривалу перерву, присвячену вивченню мовознавства та англійської літератури в Оксфорді, Мей стабільно продовжує кар'єру в кіно, на телебаченні і театральній сцені, а також як режисерка короткометражного кіно і сценаристка. Серед найпомітніших її робіт — ролі у фільмах «Останній з могікан», «Ще одна з роду Болейн», «Сестро моя, сестро».

## Вибрана фільмографія
| Рік  |    | Українська назва             | Оригінальна назва                     | Роль                   |
| ---- | -- | ---------------------------- | ------------------------------------- | ---------------------- |
| 1988 | ф  | Розділений світ              | A World Apart                         | Моллі Рот              |
| 1990 | с  | Макс і Олена                 | Max and Helen                         | Міріам Вайсс           |
| 1992 | ф  | Останній з могікан           | The Last of the Mohicans              | Еліс Манро             |
| 1994 | ф  | Другий кращий                | Second Best                           | Еліс                   |
| 1994 | ф  | Сестра моя, сестра           | Sister My Sister                      | Лі                     |
| 1995 | ф  | Червона літера               | The Scarlet Letter                    | Перл (голос за кадром) |
| 1997 | ф  | Гравець                      | The Gambler                           | Анна Сніткіна          |
| 1999 | с  | Воїни                        | Warriors                              | Емма                   |
| 1999 | с  | Аристократи                  | Aristocrats                           | леді Сара Леннокс      |
| 2000 | ф  | Будинок радості              | The House of Mirth                    | Грейс Джулія Степні    |
| 2002 | тф | Оксамитові ніжки             | Tipping the Velvet                    | Флоренс Банер          |
| 2002 | с  | Деніел Деронда               | Daniel Deronda                        | Майра Лапідот          |
| 2003 | тф | Ще одна з роду Болейн        | The Other Boleyn Girl                 | Анна Болейн            |
| 2003 | тф | Мер Кестербріджа             | The Mayor of Casterbridge             | Елізабет Джейн         |
| 2005 | ф  | У ясний день                 | On a Clear Day                        | Анджела Редмонд        |
| 2005 | ф  | Свідок на весіллі            | The Best Man                          | Таня                   |
| 2007 | ф  | Таємниці «Нічної варти»      | Nightwatching                         | Гіртхе                 |
| 2008 | ф  | Спогади невдахи              | Flashbacks of a Fool                  | Евелін Адамс           |
| 2008 | ф  | Виклик                       | Defiance                              | Тамара                 |
| 2009 | тф | Спи зі мною                  | Sleep with Me                         | Ліля                   |
| 2009 | с  | Емма                         | Emma                                  | місіс Вестон           |
| 2010 | тф |                              | Blood and Oil                         | Клер Анвін             |
| 2010 | с  | Удар у відповідь             | Strike Back                           | Лайла Томпсон          |
| 2011 | с  |                              | The Jury II                           | Кетрін Балмор          |
| 2012 | ф  | Я, Анна                      | I, Anna                               | Джанет Стоун           |
| 2012 | ф  | Бомба                        | Ginger & Rosa                         | Анушка                 |
| 2012 | ф  | Козел відпущення             | The Scapegoat                         | Бланш                  |
| 2013 | с  |                              | Ice Cream Girls                       | Поппі                  |
| 2014 | тф |                              | Common                                | Колін О'Ши             |
| 2015 | с  | Наша ера: Продовження Біблії | A.D. The Bible Continues              | Ліа                    |
| 2015 | с  | Гра престолів                | Game of Thrones                       | Меггі-Жаба             |
| 2015 | с  | Перетинаючи межу             | Crossing Lines                        | Евелін Сент-Клер       |
| 2016 | ф  | Тиха пристрасть              | A Quiet Passion                       | Сюзан Ґілберт          |
| 2017 | ф  | Відпусти мене                | Let Me Go                             | Бет                    |
| 2017 | с  | Геній                        | Genius                                | Гелен Дюкас            |
| 2018 | ф  | Скарборо                     | Scarborough                           | Ліз                    |
| 2018 | ф  | Темні коридори               | Down a Dark Hall                      | Гізер Сінклер          |
| 2018 | с  | Продовжувати шлях            | Moving On                             | Рейчел                 |
| 2019 | с  | Джентльмен Джек              | Gentleman Jack                        | Вер Хобарт             |
| 2019 | с  | Королева воїнів Джансі       | The Warrior Queen of Jhansi           | королева Вікторія      |
| 2019 | с  | Відьмак                      | The Witcher                           | королева Каланте       |
| 2020 | с  | Маленька сокира              | Small Axe                             | Сельма Джеймс          |
| 2022 | ф  | Мовчазні близнюки            | The Silent Twins                      | Марджорі Воллес        |
| 2022 | ф  | Невидима нитка               | Il filo invisibile                    | Тіллі Нолан            |
| 2022 | ф  | Чемпіон: Життя Джема Белчера | Prizefighter: The Life of Jem Belcher | Mary Belcher           |
| 2022 | ф  | Сповідь Френні Ленгтон       | The Confessions of Frannie Langton    | Хеп Елліот             |
| 2023 | с  | За океан                     | Transatlantic                         | Пеггі Гуггенхайм       |
| 2024 | с  | Відступниця Нелл             | Renegade Nell                         | королева Анна          |
| 2024 | с  | Дюна: Пророцтво              | Dune: Prophecy                        | імператриця Наталія    |